# Biografielijst Ch

## Cha

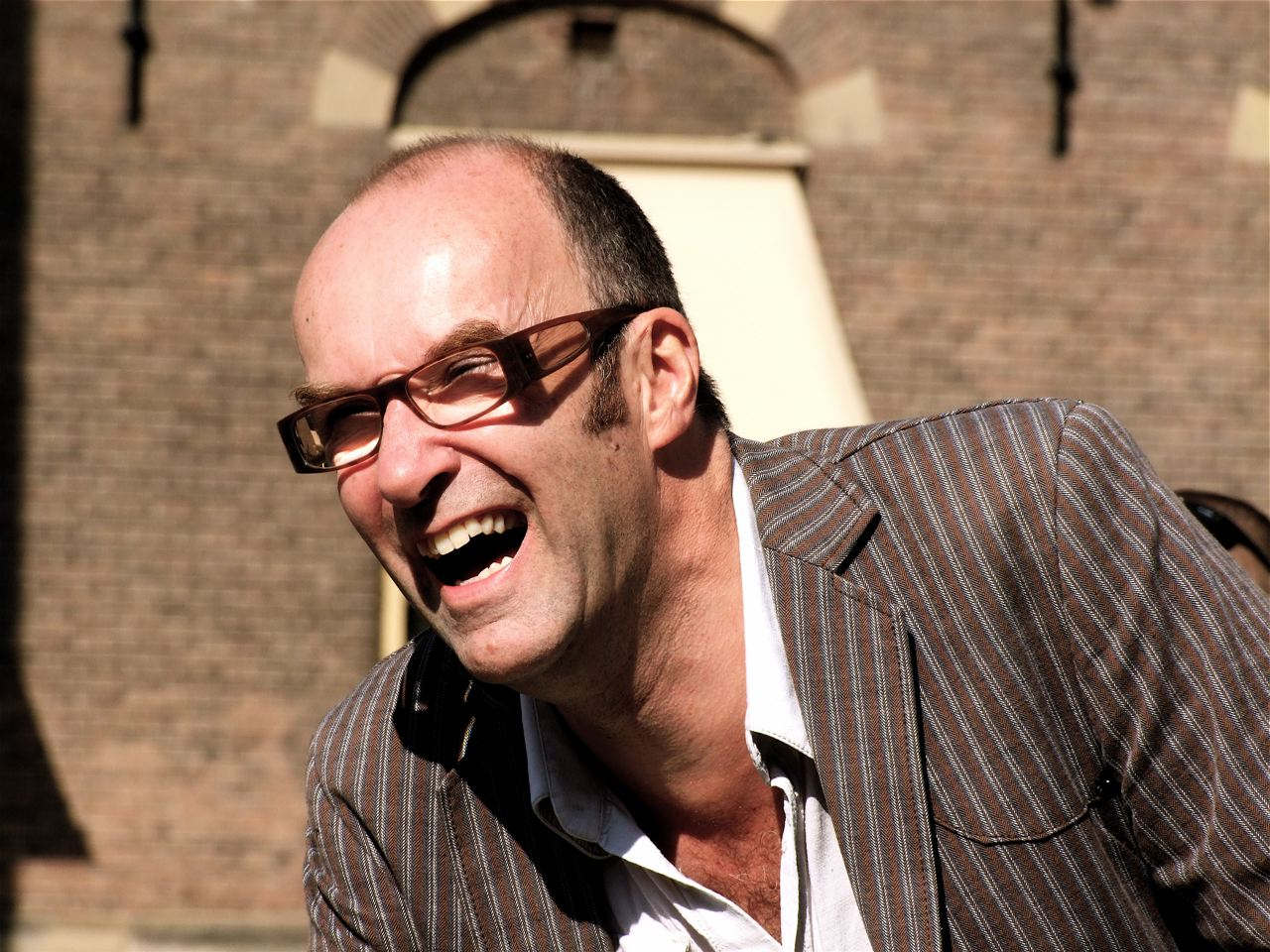
Bart Chabot

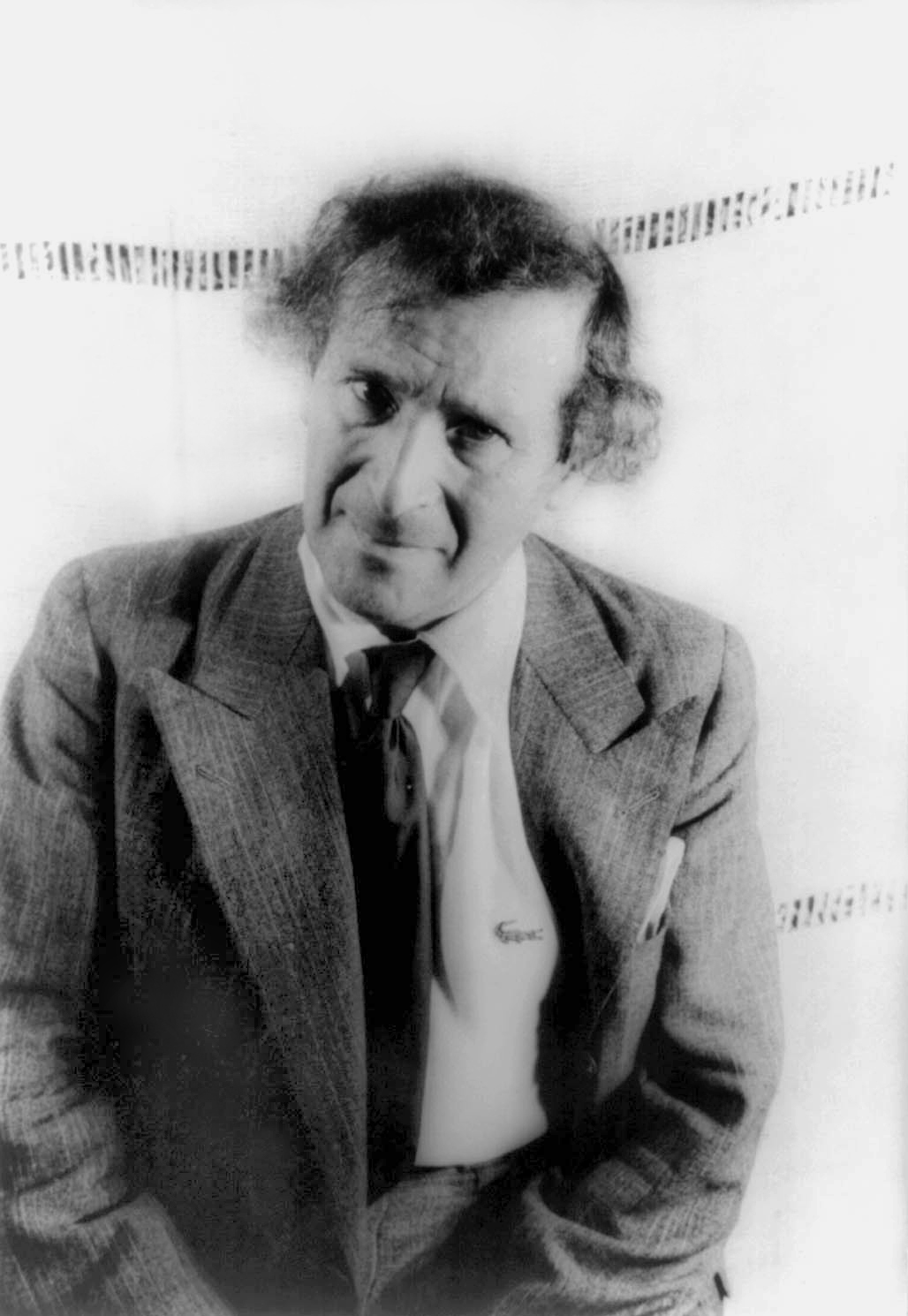
Marc Chagall

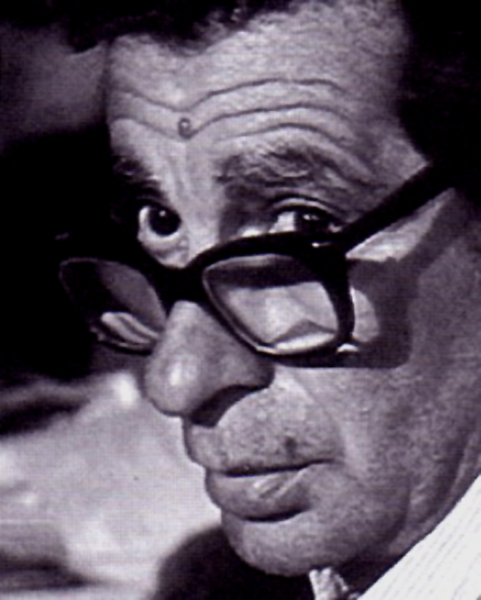
Youssef Chahine

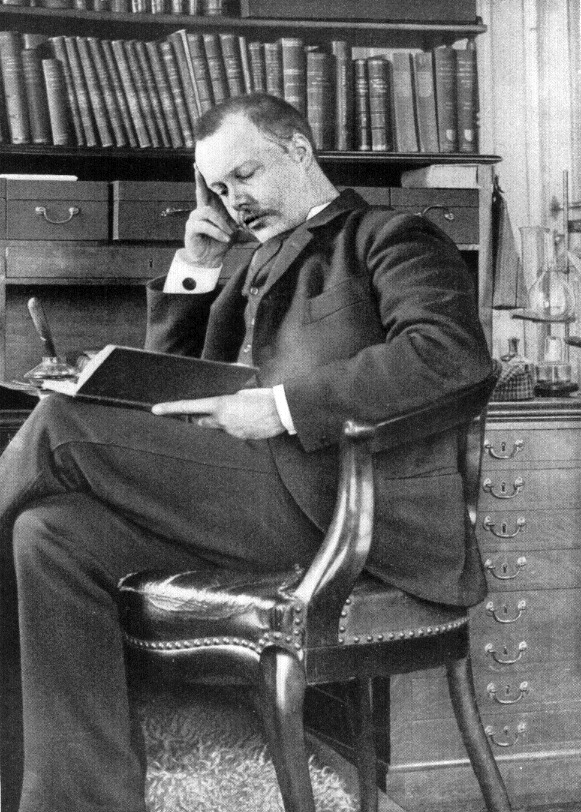
Houston Stewart Chamberlain (1895)

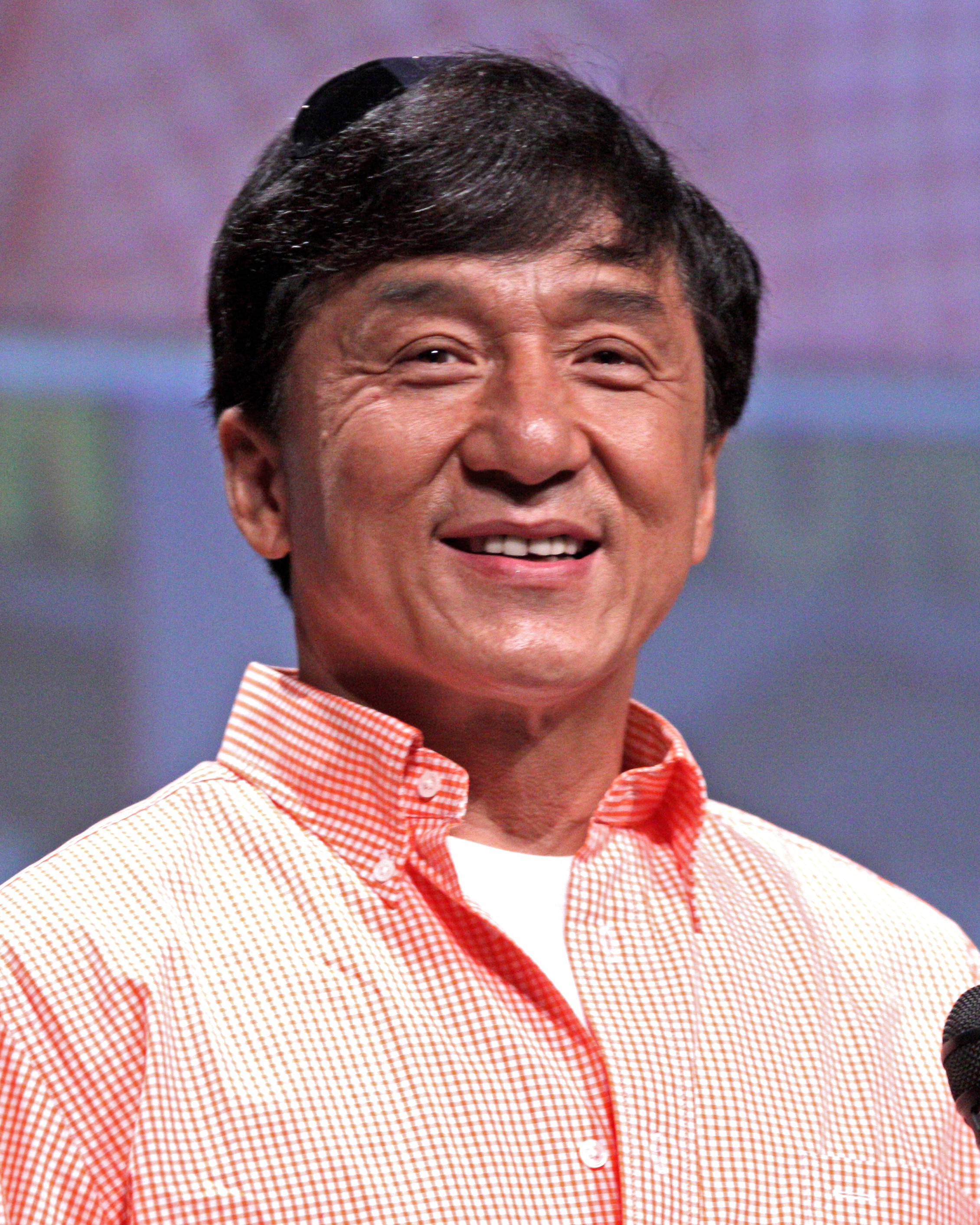
Jackie Chan (2012)

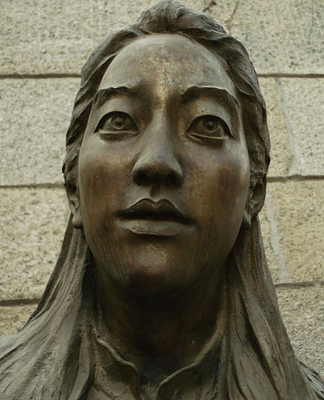
Iris Chang

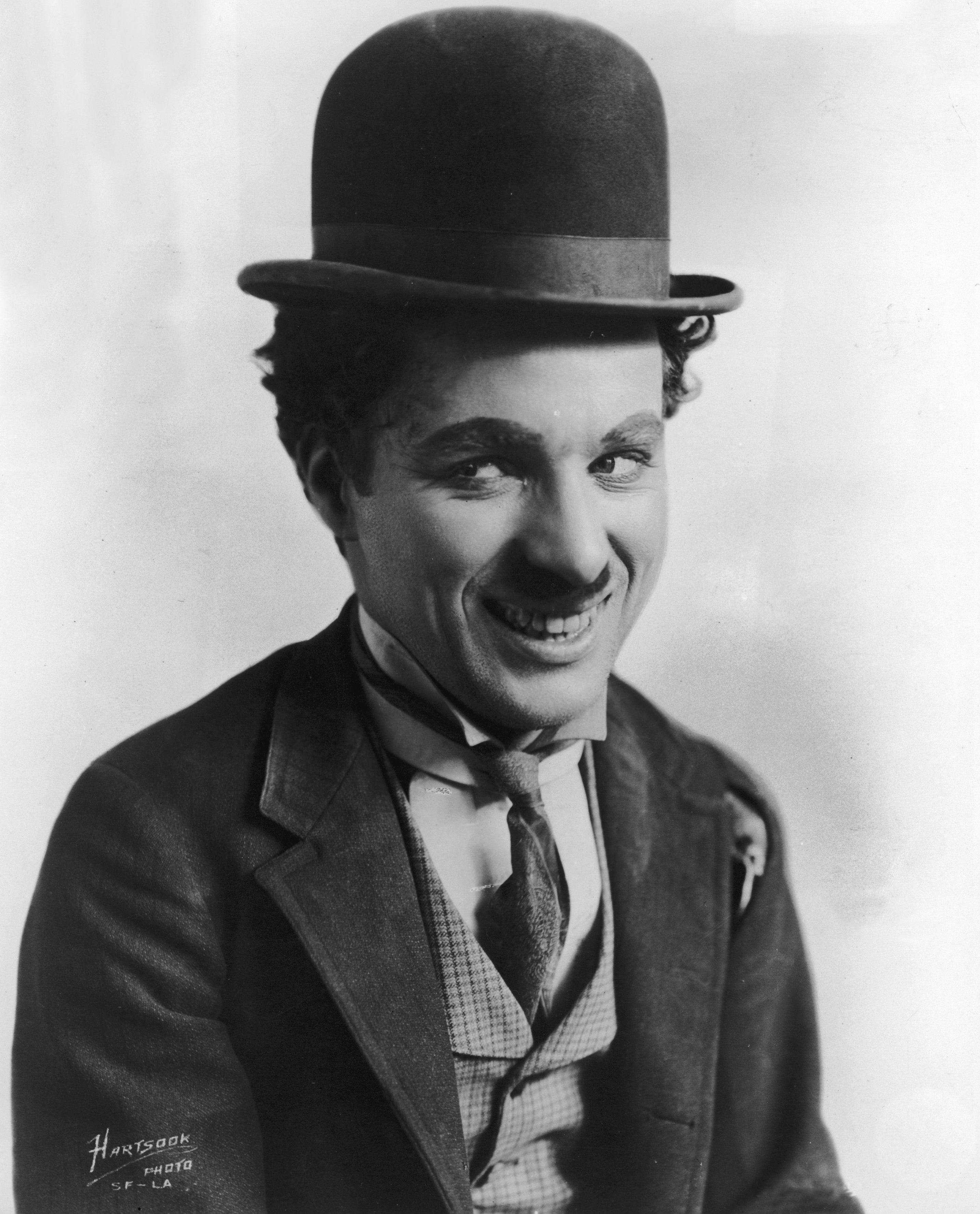
Charlie Chaplin

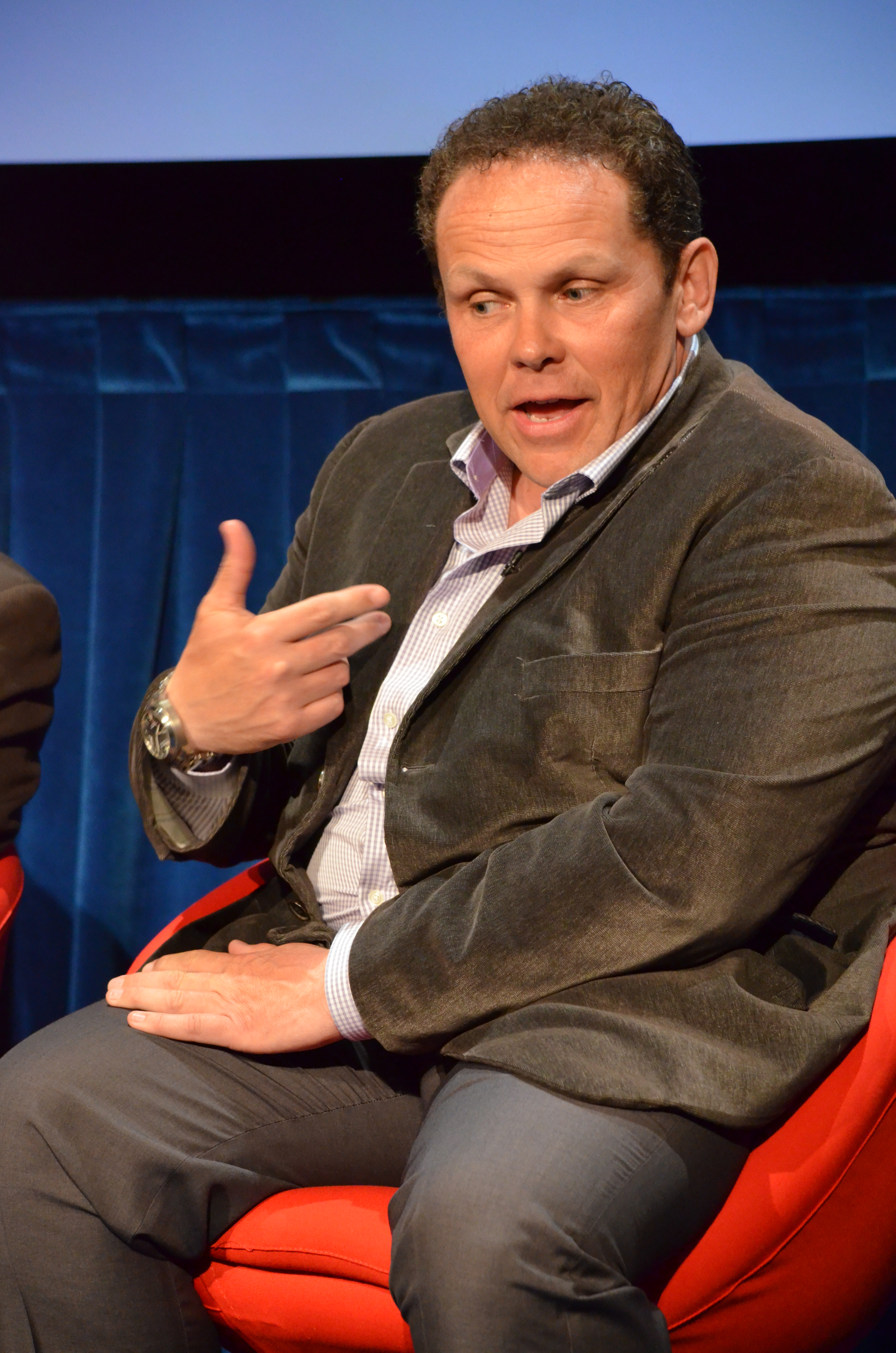
Kevin Chapman (2012)

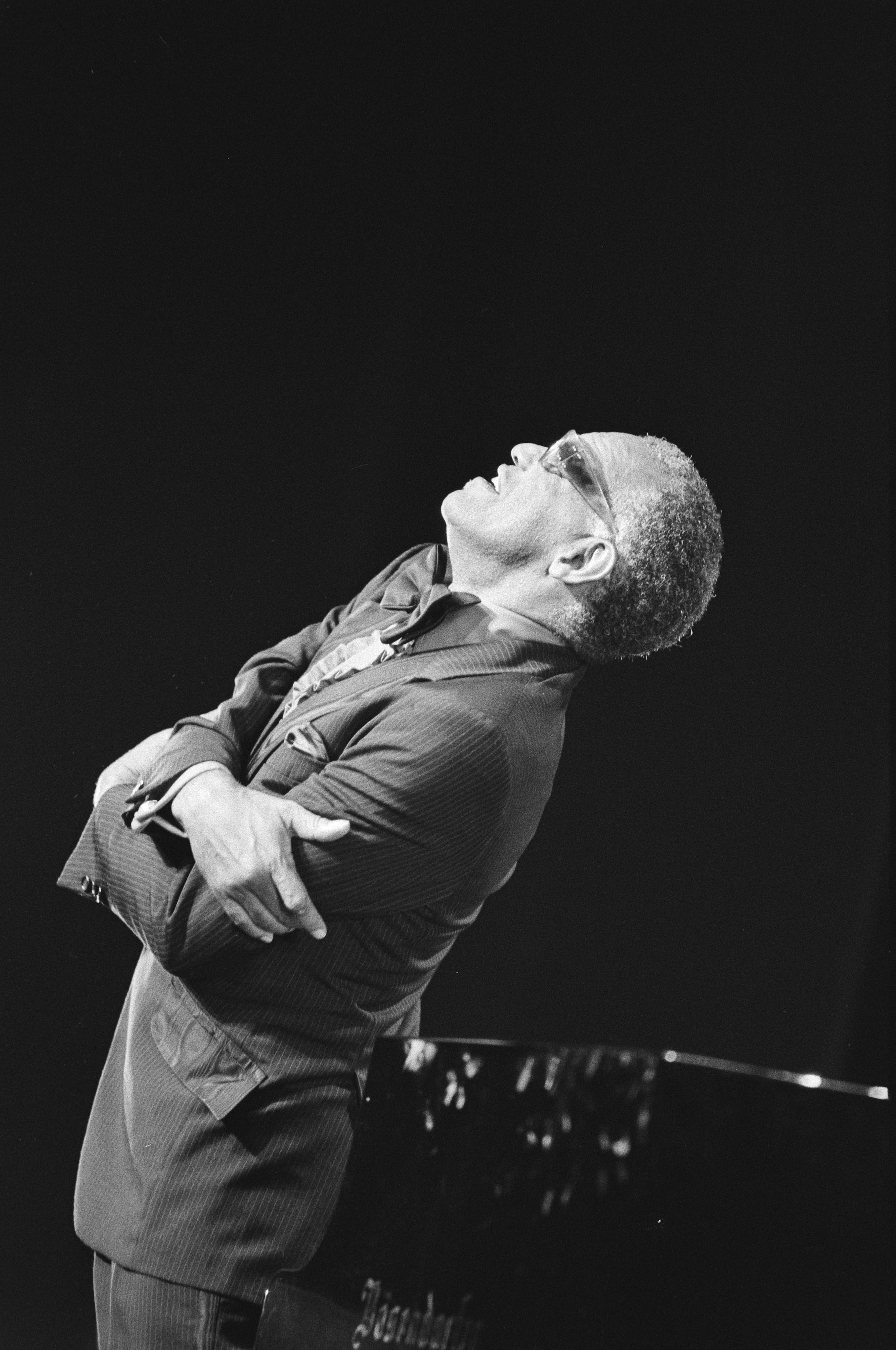
Ray Charles (1983)

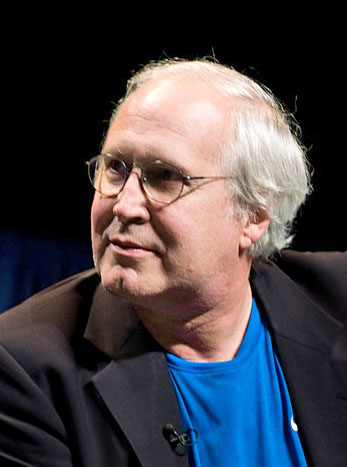
Chevy Chase (2010)

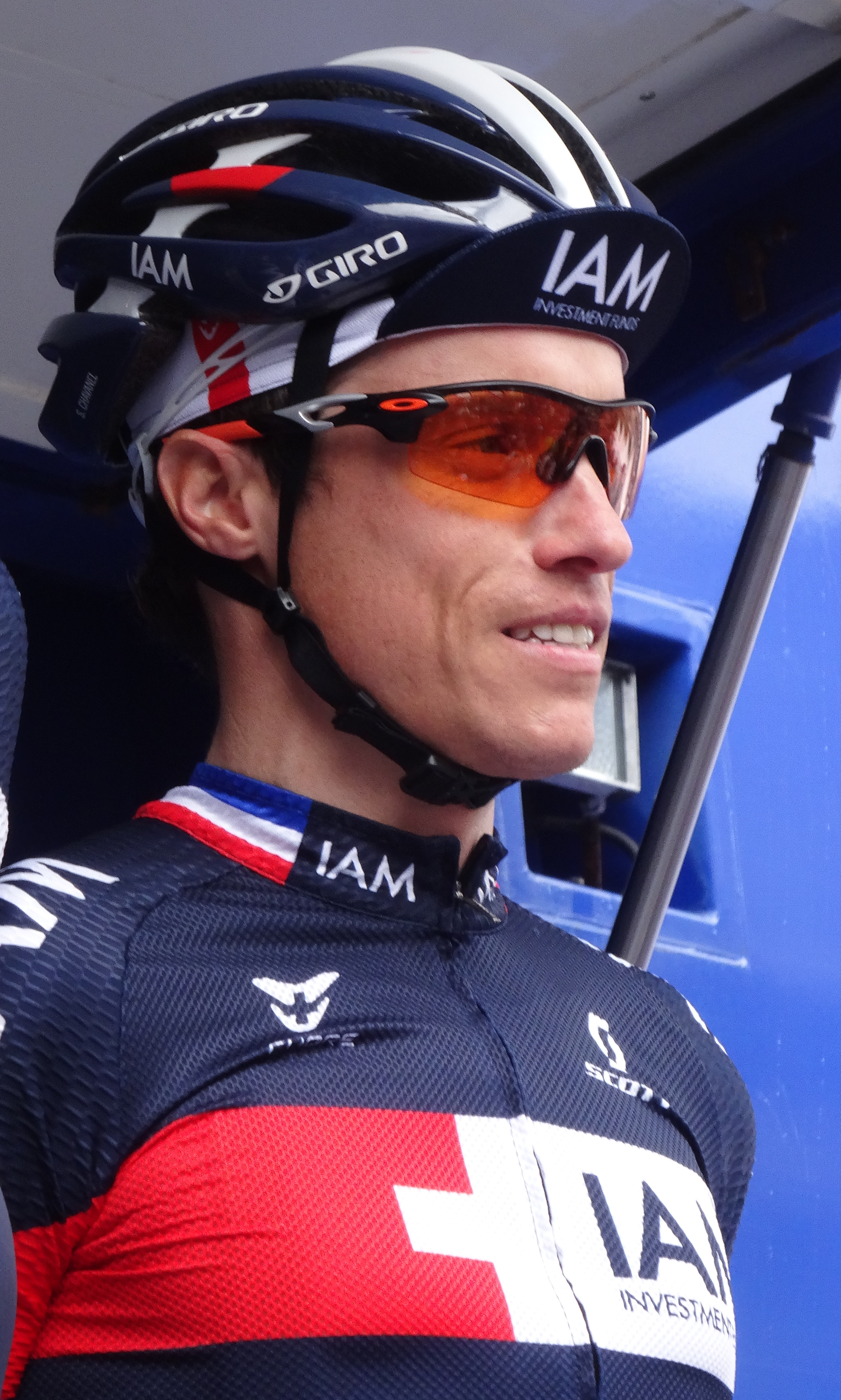
Sylvain Chavanel (2014)

- Abdel Chabana (1929-1977), Egyptisch zanger en acteur
- Irina Chabarova (1966), Russisch atlete
- Jos Chabert (1933-2014), Belgisch politicus en minister van staat
- Lacey Chabert (1982), Amerikaans actrice
- Roberto Chabet (1937-2013), Filipijns kunstenaar
- Bart Chabot (1954), Nederlands schrijver en dichter
- Hendrik Chabot (1894-1946), Nederlands kunstenaar
- Emmanuel Chabrier (1841-1893), Frans componist
- Claude Chabrol (1930-2010), Frans filmregisseur
- Jean Chacornac (1823-1873), Frans astronoom
- Vlad Chadarin (1998), Russisch snowboarder
- Edgar Chadwick (1869-1942), Engels voetballer en trainer
- James Chadwick (1891-1974), Brits natuurkundige en Nobelprijswinnaar
- Jamie Chadwick (1998), Brits autocoureur
- Michael Chadwick (1995), Amerikaans zwemmer
- Lucy Chaffer (1983), Australisch skeletonster
- Mohamed Chafik (1926), Marokkaans schrijver
- Marc Chagall (1887-1985), Joods-Wit-Russisch-Frans kunstschilder
- Jimmy Chagra (1944-2008), Amerikaans misdadiger
- Ajahn Chah, pseudoniem van Tan Chao Khoen Phra Bodhinyanathera, (1917-1993), Thais boeddhistisch geestelijke
- Youssef Chahine (1926-2008), Egyptisch filmregisseur
- Alberto Chaíça (1973), Portugees atleet
- Ilene Chaiken (1959), Amerikaans scenarioschrijfster en film- en televisieproducent
- Luciano Chailly (1920-2001), Italiaans componist
- Riccardo Chailly (1953), Italiaans dirigent
- Achille Chainaye (1862-1015), Belgisch beeldhouwer en journalist
- Galit Chait (1975), Israëlisch kunstschaatsster
- Nicolas Chaix (1974), Franse houseproducer
- Chaka Khan (1953), Amerikaans zangeres; pseudoniem van Yvette Marie Stevens
- Henry Chakava (1946-2024), Keniaans uitgever
- George Chakiris (1932), Amerikaans acteur
- Lolita Chakrabarti (1969), brits actrice
- Ahmed Chalabi (1944-2015), Iraaks politicus
- Kathleen Chalfant (1945), Amerikaans actrice
- Chalkdust (1941), Trinidadiaans calypsozanger
- Fani Chalkia (1979), Grieks atlete
- David Chalmers (1966), Australisch bewustzijnsfilosoof
- Harriet Chalmers Adams (1875-1937), Amerikaans ontdekkingsreiziger, schrijver en fotograaf
- Kyle Chalmers (1998), Australisch zwemmer
- Mona Chalmers Watson (1872-1936), Schots arts, feministe, en suffragette
- Jozef Chalmet (1897-1962), Belgisch politicus en vakbondsbestuurder
- Chasan Chalmoerzajev (1993), Russisch judoka
- Sue Chaloner (1953-2024), Brits-Nederlands zangeres (Spooky and Sue)
- Jean Chalopin (1950), Frans televisieproducent en scenarioschrijver
- Austen Chamberlain (1863-1937), Brits minister, winnaar van de Nobelprijs voor de Vrede
- Harry Chamberlin (1887-1944), Amerikaans ruiter
- Henry Orlando Chamberlain (1773-1829), Brits diplomaat, 1e Baronet van Londen
- Houston Stewart Chamberlain (1855-1927), Engels-Duits schrijver
- Jay Chamberlain (1925-2001), Amerikaans coureur
- Joshua Chamberlain (1828-1914), Amerikaans generaal
- Neville Chamberlain (1869-1940), Brits premier
- Owen Chamberlain (1920-2006), Amerikaans natuurkundige, winnaar van de Nobelprijs voor de Natuurkunde
- Richard Chamberlain (1934-2025), Amerikaans acteur
- Wilt Chamberlain (1936-1999), Amerikaans basketballer
- Beth Chamberlin (1963), Amerikaans actrice
- Kevin Chamberlin (1963), Amerikaans acteur
- Aidan Chambers (1934-2025), Brits schrijver
- Chloe Chambers (2004), Amerikaans autocoureur
- Dorothea Douglass-Chambers (1878-1960), Brits tennisspeelster
- Dwain Chambers (1978), Brits atleet
- Erin Chambers (1979), Amerikaans actrice
- Joe Chambers (1942), Amerikaans jazzdrummer
- Marilyn Chambers (1952-2009), Amerikaans pornoactrice
- Kirby Chambliss (1959), Amerikaans piloot
- Stéphane Chambon (1965), Frans motorcoureur en rallyrijder
- Adelbert von Chamisso (1781-1838), Duits schrijver en ontdekkingsreiziger
- Patrick Chamoiseau (1953), Frans schrijver
- Jacky Chamoun (1991), Libanees alpineskiester
- Violeta Barrios de Chamorro (1929-2025), Nicaraguaans politica en president
- Bert Champagne (1937-2010), Belgisch acteur
- Marge Champion (1919-2020), Amerikaans danseres en actrice
- Jacques-Joseph Champollion (1778-1867), Frans archeoloog en bibliothecaris
- Jean-François Champollion (1790-1832), Frans taalkundige
- Wim Chamuleau (1939-2009), Nederlands onderwijskundige
- Abaka Chan (1234-1282), Mongoolse chan van Perzië (1265-1282)
- Benny Chan (1961-2020), Hongkongs filmregisseur, producent en scenarioschrijver
- Chan Ho-kei (1975), Hongkongs detectiveschrijver
- Chan Yung-jan (1989), Taiwanees tennisster
- Gemma Chan (1982), Brits actrice
- Jackie Chan (1954), Chinees acteur
- Keith Chan (1977), Hongkongs autocoureur
- Kim Chan (1917-2008), Chinees acteur
- Chan Kin Man (1953), Macaus autocoureur
- Patrick Chan (1990), Canadees kunstschaatser
- Samson Chan (1956), Hongkongs autocoureur
- Anna Chancellor (1965), Amerikaans actrice
- Alexandre-Émile Béguyer de Chancourtois (1820-1886), Frans geoloog
- Nek Chand (1924), Indiaas kunstenaar
- Chas Chandler (1938-1996), Engels muzikant, producer en manager
- Doug Chandler (1965), Amerikaans motorcoureur
- Simon Chandler (1953), Brits acteur
- Periyasamy Chandrasekaran (1957-2010), Sri Lankaans politicus
- Subramanyan Chandrasekhar (1910-1995), Indiaas natuurkundige
- Nadine Chandrawinata (1984), Indonesisch model, miss en actrice
- Leonidas Frank (Lon) Chaney (1883-1930), Amerikaans acteur
- Norman Myers (Chubby) Chaney (1918-1936), Amerikaans acteur
- Andy Chang (1996), Macaus autocoureur
- Christina Chang (1971), Amerikaans actrice
- Eileen Chang (1920-1995), Chinees schrijfster
- Iris Chang (1968-2004), Chinees-Amerikaans schrijfster
- Michael Chang (1972), Amerikaans tennisser
- Chang Ming-Huang (1982), Taiwanees atleet
- Louis Ozawa Changchien (1975), Amerikaans acteur
- Jane Channell (1988), Canadees skeletonracer
- Simon Channing-Williams (1945-2009), Brits filmproducent
- Thijs Chanowski (1930-2017), Nederlands televisiemaker
- Somkiat Chantra (1998), Thais motorcoureur
- Teófilo Chantre (1964), Kaapverdiaans zanger, songwriter en musicus
- Jacques Chapel (1946-2008), Nederlands voetballer en sportverslaggever
- Jean Chapelain (1595-1674), Frans dichter en literatuurcriticus
- Jan Chapelle (1911-1984), Belgisch atleet
- Alexander Chaplin (1971), Amerikaans acteur
- Charlie Chaplin (1889-1977), Brits-Amerikaans filmmaker
- Geraldine Chaplin (1944), Amerikaans actrice
- Josephine Chaplin (1949-2023), Amerikaans actrice
- Sydney Earle Chaplin (1926-2009), Amerikaans acteur
- Andi Chapman, Amerikaans actrice, filmregisseuse en scenarioschrijfster
- Annie Chapman (1841-1888), tweede canonieke slachtoffer Jack the Ripper
- Colin Chapman (1928-1982), Brits ontwerper, uitvinder, oprichter van Lotus Cars
- Graham Chapman (1941-1989), Brits acteur, komiek, schrijver en arts (Monty Python)
- James Chapman (1979), Australisch roeier
- Kevin Chapman (1962), Amerikaans acteur en filmproducent
- Norman Chapman (1937-1995), Brits drummer (The Beatles)
- Tracy Chapman (1964), Amerikaans zangeres
- Patrick Chappatte (1967), Zwitsers karikaturist
- Claude Chappe (1763-1805), Frans uitvinder
- Edouard Chappel (1859-1946), Belgisch-Engels kunstschilder
- Crystal Chappell (1965), Amerikaans actrice
- Dave Chappelle (1973), Amerikaans komiek en acteur
- Marcel Chappin (1943-2021), Nederlands priester, theoloog en kerkhistoricus
- Jean-Frédéric Chapuis (1989), Frans freestyleskiër
- Michel Chapuis (1930-2017), Frans organist, musicoloog en muziekpedagoog
- Eustace Chapuys (ca. 1490-1556), keizerlijk ambassadeur van het Heilige Roomse Rijk in Engeland
- Nicolaas Antonie van Charante (1811-1873), Nederlands predikant, schrijver en dichter
- Patricia Charbonneau (1959), Amerikaans actrice
- Jean-Baptiste Siméon Chardin (1699-1779), Frans kunstschilder
- IJsbrand Chardon (1961), Nederlands menner van vierspannen
- Jérémy Chardy (1987), Frans tennisser
- Charibert van Laon (ca. 700-voor 762), graaf van Laon
- Pavel Charin (1927-2023), Sovjet-Russisch kanovaarder
- Manno Charlemagne (1948-2017), Haïtiaans politicus en zanger
- Charlepoeng (1761-1799), Zuid-Nederlands verzetsstrijder
- Gaius Charles (1983), Amerikaans acteur
- Jacques Charles (1746-1823), Frans natuur- en werktuigbouwkundige
- John Charles (1931-2004), Welsh voetbalspeler en trainer
- Michael Ray Charles (1967), Amerikaans kunstenaar
- Ray Charles (1930-2004), Amerikaans zanger en pianist
- Sébastien Charles, Frans acteur en choreograaf
- Ric Charlesworth (1952), Australisch hockeyer, politicus, cricketer en hockeycoach
- Jean-Philippe Charlet (1982), Belgisch voetballer
- Guillaume Charlier (1854-1925), Belgisch beeldhouwer
- Jacques Charlot (+1915), Frans bewerker van muziek
- Charlotte Amalia van Nassau-Dillenburg (1680-1738), regentes van Nassau-Usingen (1718-1735) en Nassau-Saarbrücken (1728-1738)
- Charlotte Johanna van Waldeck-Wildungen (1664-1699), Duits aristocrate
- Dave Charlton (1936), Zuid-Afrikaans autocoureur
- Jack Charlton (1935-2020), Engels voetballer en trainer
- Bobby Charlton (1937-2023), Engels voetballer
- Jordan Charney (1937), Amerikaans acteur
- Jan Charouz (1987), Tsjechisch autocoureur
- Georges Charpak (1924-2010), Pools-Frans natuurkundige en Nobelprijswinnaar
- Marc-Antoine Charpentier (+1704), Frans componist
- Sébastien Charpentier (1973), Frans motorcoureur
- Tristan Charpentier (2000), Frans autocoureur
- Isabelle de Charrière, geboren als Isabella Agneta Elisabeth van Tuyll van Serooskerken, (1740-1805), Nederlands Franstalig schrijfster en componiste
- Anthony Charteau (1979), Frans wielrenner
- Chevy Chase (1943), Amerikaans schrijver en humorist
- Daveigh Chase (1990), Amerikaans actrice
- Will Chase (1970), Amerikaans acteur
- JC Chasez (1976), Amerikaans zanger en acteur
- Jean Chassang (1951), Frans wielrenner
- Jessica Chastain (1981), Amerikaans actrice
- Georges Chastellain (ca. 1405 of 1415-1475), Bourgondisch kroniekschrijver en dichter
- Olivier Chastel (1964), Belgisch politicus
- Jean-Gabriel du Chasteler (1763-1825), Oostenrijks militair
- John Chataway (1947-2004), Canadees politicus
- François René de Chateaubriand (1768-1848), Frans schrijver en politicus
- Jacob van Châtillon (ca. 1260-1302), Frans staatsman
- Odo van Châtillon, bekend als Paus Urbanus II, (ca. 1040-1099), Frans bisschop en paus (1088-1099)
- Paul-Loup Chatin (1991), Frans autocoureur
- Ton du Chatinier (1958), Nederlands voetbalspeler en -trainer
- Karen Chatsjanov (1996), Russisch tennisser
- Karen Chatsjatoerjan (1920-2011), Armeens componist
- Haroetjoen Chatsjatrjan (1955), Armeens filmregisseur en -producent
- Hicham Chatt (1969), Marokkaans atleet
- Justin Chatwin (1982), Canadees acteur
- Geoffrey Chaucer (ca. 1343-1400), Brits dichter
- Monique Chaumette (1927), Frans actrice
- Anne-Caroline Chausson (1977), Frans wielrenster
- Ernest Chausson (1855-1899), Frans componist
- Ingrid Chauvin (1973), Frans actrice
- Valentin Chauvin (1995), Frans langlaufer
- Victor Chauvin (1844-1913), Belgisch oriëntalist en Waals activist
- Yves Chauvin (1930-2015), Frans scheikundige
- Sylvain Chavanel (1979), Frans wielrenner
- Marc Chavannes (1946-2024),  Nederlands journalist
- Zoila Augusta Emperatriz Chavarri del Castillo, bekend als Yma Súmac, (1922-2008), Peruviaans zangeres
- Achille Chavée (1906-1969), Belgisch aforist, dichter en Henegouws en Waals surrealistisch figuur
- Freddy Chaves (1918-2004), Belgisch voetballer
- Gabriel Chaves (1993), Amerikaans autocoureur
- Henrique Chaves (1997), Portugees autocoureur
- Ñuflo de Chaves (1518-1568), Spaans conquistador
- César Chávez (1927-1993), Mexicaans-Amerikaans vakbondsleider en burgerrechtenactivist
- Daniel Chávez (1988), Peruviaans voetballer
- Frank Chavez (1947-2013), Filipijns advocaat
- Hugo Chávez (1954-2013), Venezolaans president
- Chayanne (1968), Puerto Ricaans zanger
- Irina Chazova (1984), Russisch langlaufster

## Che

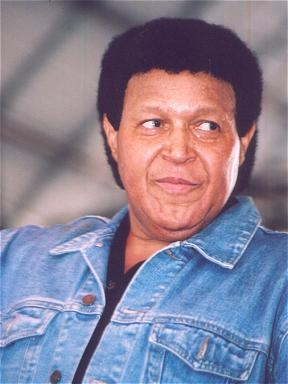
Chubby Checker

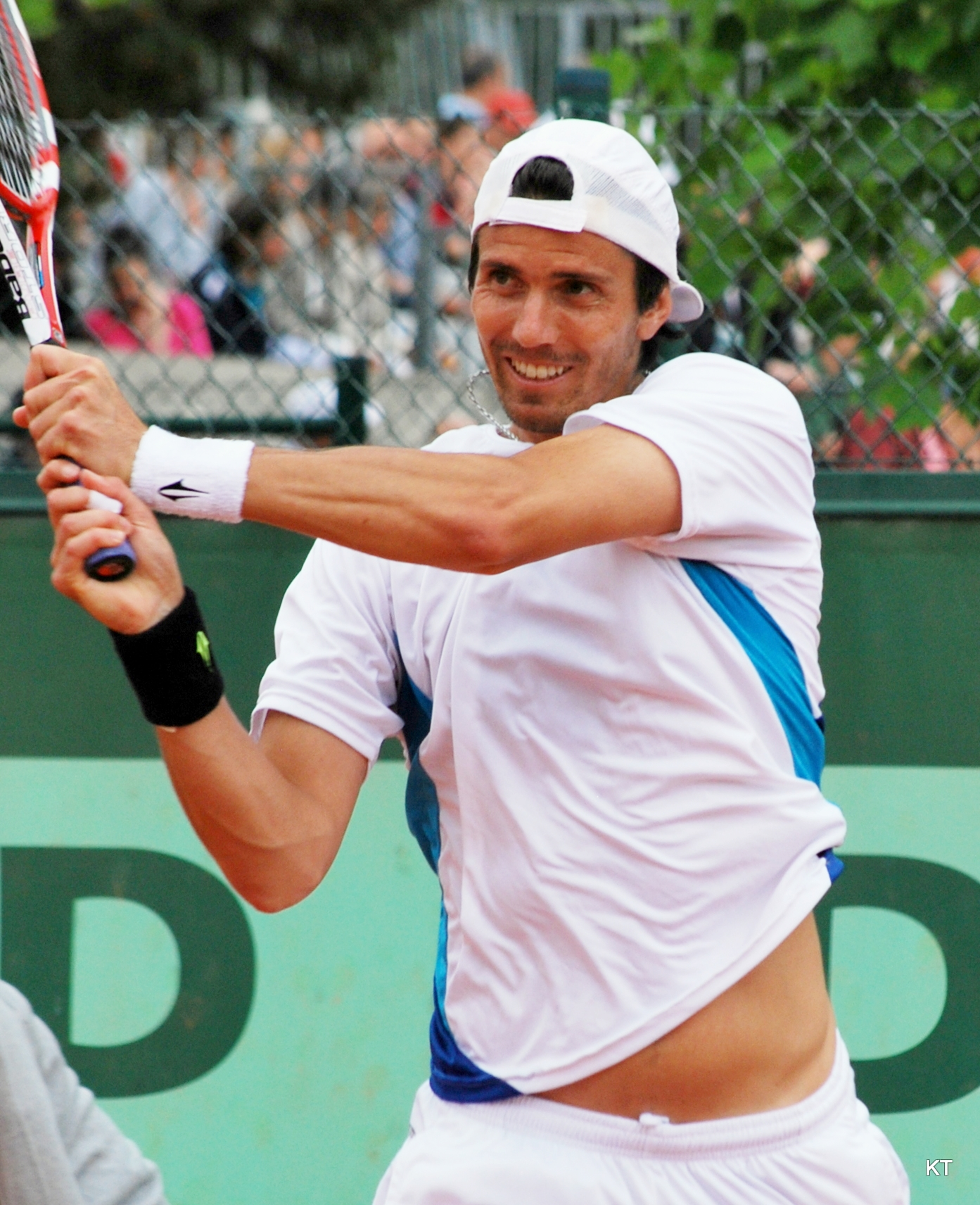
Juan Ignacio Chela (2012)

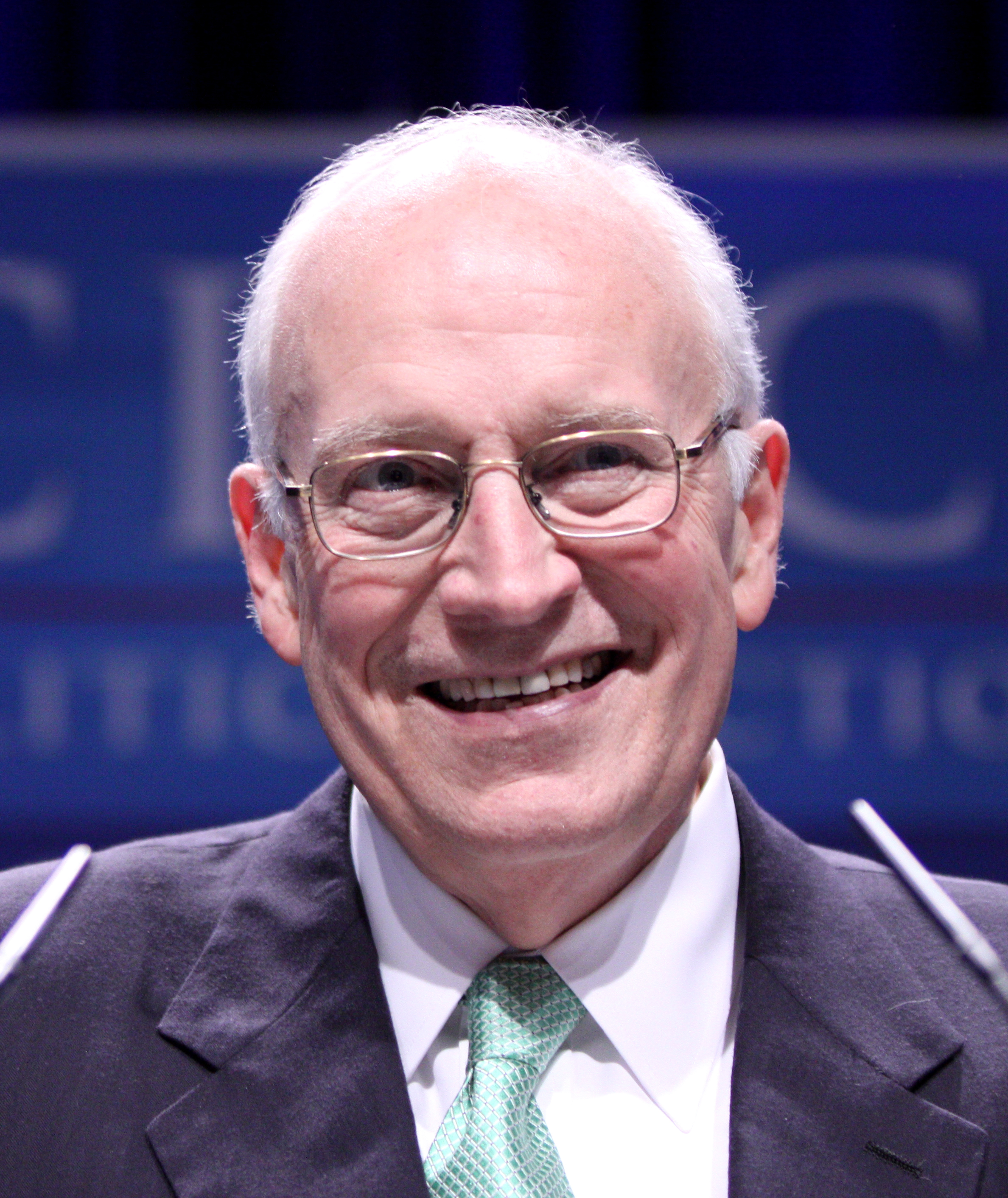
Dick Cheney

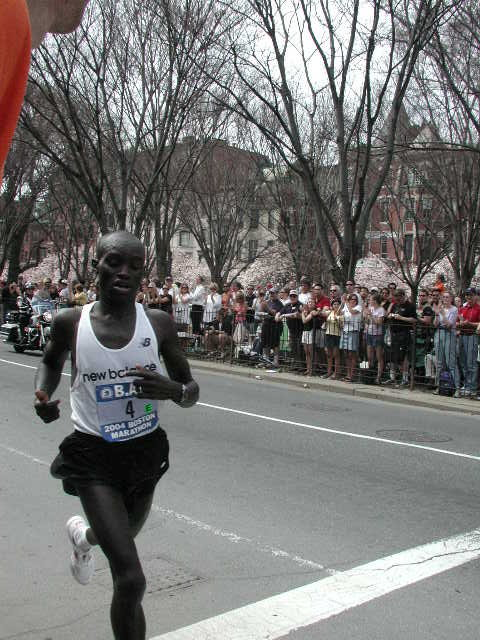
Timothy Cherigat (2004)

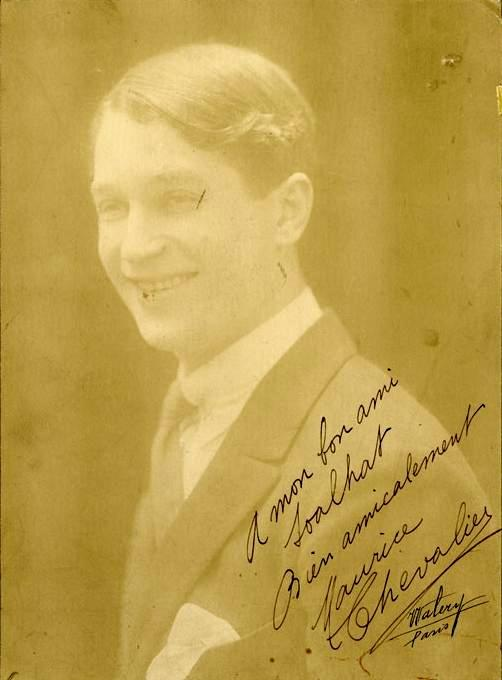
Maurice Chevalier (ca. 1920)

- Nuon Chea, geboren als Lao Kim Lorn (1926-2019), Cambodjaans politicus en oorlogsmisdadiger
- Don Cheadle (1964), Amerikaans acteur
- Mitchell Cheah (1998), Maleisisch autocoureur
- Emily Chebet (1986), Keniaans atlete
- Joseph Chebet (1970-2023), Keniaans atleet
- Peter Chebet Kiprono (1974), Keniaans atleet
- Wilson Chebet (1985), Keniaans atleet
- Floribert Chebeya (1963-2010), Congolees mensenrechtenactivist
- Abraham Chebii (1979), Keniaans atleet
- Stephen Chebogut (1985), Keniaans atleet
- Christopher Cheboiboch (1977), Keniaans atleet
- Robert Cheboror (1978), Keniaans atleet
- Carlos Checa (1972), Spaans motorcoureur
- David Checa (1980), Spaans motorcoureur
- Chubby Checker (1941), Amerikaans zanger
- Parvesh Cheena (1979), Amerikaans acteur en filmproducent
- Bill Cheesbourg (1927-1955), Amerikaans autocoureur
- Chandra Cheeseborough (1959), Amerikaans atlete
- Derk Cheetwood (1973), Amerikaans acteur
- Eddie Cheever (1958), Amerikaans autocoureur
- Eddie Cheever III (1993), Italiaans autocoureur
- Marcel Chehin (1939), Surinaams fiscaal jurist en politicus
- Juan Ignacio Chela (1979), Argentijns tennisser
- Joshua Chelanga (1973), Keniaans atleet
- Giovanni Cheli (1918-2013), Italiaans geestelijke en kardinaal
- Nicholas Chelimo (1983), Keniaans atleet
- Rose Chelimo (1989), Keniaans/Bahreins atlete
- Magdaline Chemjor (1978), Keniaans atlete
- Stephen Chemlany (1982), Keniaans atleet
- Asii Chemnitz Narup (1954), Groenlands burgemeester van Sermersooq en parlementslid
- Peruth Chemutai (1999), Oegandees atlete
- Chen Ding (1992), Chinees atleet
- Chen Huijia (1990), Chinees zwemster
- Chen Jian Hong (1975), Taiwanees autocoureur
- Chen Jing (1968), Chinees tafeltennisster
- James Chen, Amerikaans acteur
- Karen Chen (1999), Amerikaans kunstschaatsster
- Chen Longcan (1965), Chinees tafeltennisser
- Chen Lu (1976), Chinees kunstschaatsster
- Nathan Chen (1999), Amerikaans kunstschaatser
- Chen Qi (1984), Chinees tafeltennisser
- Chen Qian (1993), Chinees zwemster
- Chen Rong (1988), Chinees atlete
- Chen Ruoxi (1938), Taiwanees schrijfster
- Chen Sung (1965), Chinees-Nederlands tafeltennisser
- Chen Yin (1986), Chinees zwemmer
- Chen Yingzhen (1937), Taiwanees schrijver
- Chen Yueling (1969), Chinees/Amerikaans atlete
- Chen Xiaoxu (1965-2007), Chinees actrice en zakenvrouw
- Chen Zhibin (1962), Duits-Chinees tafeltennisser
- Chen Zihe (1968), Chinees tafeltennisster
- Chelsea Chenault (1994), Amerikaans zwemster
- Chendjer, koning van de 13e dynastie uit de Egyptische oudheid
- Dick Cheney (1941), Amerikaans vicepresident
- Chi Cheng (1970-2013), Amerikaans muzikant
- Congfu Cheng (1984), Chinees autocoureur
- Cheng Pei-pei (1946-2024), Chinees actrice
- Cheng Shuang (1987), Chinees freestyleskiester
- Nicholas Cheong Jin-suk (1931), Koreaans kardinaal en aartsbisschop
- Cheops (+2566 v.Chr.), Egyptisch farao (2589-2566 v.Chr.)
- Flomena Chepchirchir (1981), Keniaans atlete
- Peres Chepchirchir (1993), Keniaans atlete
- Joyce Chepchumba (1970), Keniaans atlete
- Pamela Chepchumba (1979), Keniaans atlete
- Susan Chepkemei (1975), Keniaans atlete
- Joyce Chepkirui (1988), Keniaans atlete
- Abraham Chepkirwok (1988), Oegandees atleet
- Beatrice Chepkoech (1991), Keniaans atlete
- Lydiah Chepkurui (1984), Keniaans atlete
- Joshua Cheptegei (1996), Oegandees atleet
- Paul Chequer (1978), Brits acteur
- Zinho Chergui (1983), Belgisch voetballer
- Daniel Cheribo (1981), Keniaans atleet
- Timothy Cherigat (1976), Keniaans atleet
- Abraham Cheroben (1992), Keniaans-Bahreins atleet
- Thomson Cherogony (1978), Keniaans atleet
- Lydia Cheromei (1977), Keniaans atlete
- Benson Cherono (1984), Keniaans/Qatarees atleet
- Elizeba Cherono (1988), Keniaans/Nederlands atlete
- Gladys Cherono (1983), Keniaans atlete
- Lawrence Cherono (1988), Keniaans atleet
- Priscah Jepleting Cherono (1980), Keniaans atlete
- Sharon Cherop (1984), Keniaans atlete
- Jim Cherry (1971-2002), Amerikaans muzikant
- Michael Cherry (1995), Amerikaans atleet
- Paul Cherryseed (1981-2025), artiestennaam van Paul Cuijpers, Nederlands singer-songwriter
- Michael Chertoff (1953), Amerikaans advocaat, openbaar aanklager, rechter en politicus
- Evans Cheruiyot (1982), Keniaans atleet
- Kenneth Cheruiyot (1974), Keniaans atleet
- Robert Kipkoech Cheruiyot (1978), Keniaans atleet
- Robert Kiprono Cheruiyot (1988), Keniaans atleet
- Rose Cheruiyot (1976), Keniaans atlete
- Timothy Cheruiyot (1995), Keniaans atleet
- Vivian Cheruiyot (1983), Keniaans atlete
- Willy Cheruiyot (1974), Keniaans atleet
- Rowan Cheshire (1995), Brits freestyleskiester
- Cummings Chesney (1863-1947), Amerikaans elektrotechnicus
- Jerry Chesnut (1931-2018), Amerikaans songwriter
- Deborah Chester (1957), Amerikaans schrijfster
- James Chester (1989), Welsh voetballer
- Vanessa Lee Chester (1984), Amerikaans actrice
- Harold Chestnut (1917-2001), Amerikaans elektrotechnicus
- Kosta Chetagoerov (1859-1906), Ossetisch schrijver
- Chun Wei Cheung (1972-2006), Nederlands roeier
- George Cheung (1949), Chinees/Amerikaans acteur en stuntman
- Anaïs Chevalier (1993), Frans biatlete
- Maurice Auguste Chevalier (1888-1972), Frans zanger
- Bernard Chevallier (1912-1997), Frans ruiter
- Javier Chevantón (1980), Uruguayaans voetballer
- Gaston Chevrolet (1892-1920), Amerikaans autocoureur
- Robert Chew (1960-2013), Amerikaans acteur
- Milcah Chemos Cheywa (1986), Keniaans atlete

## Chi

Jacques Chirac

- Kevin Nai Chia Chen (1979), Taiwanees autocoureur
- Luigi Barnaba Chiaramonti, bekend als Paus Pius VII, (1740-1823), Italiaans paus (1800-1823)
- Masako Chiba (1976), Japans atlete
- Marcelo Chierighini (1991), Braziliaans zwemmer
- Giacomo Giambattista markies della Chiesa, bekend als Paus Benedictus XV, (1854-1922), Italiaans paus (1914-1922)
- Fabio Chigi, bekend als Paus Alexander VII, (1599-1667), paus (1655-1667)
- Mienette van der Chijs (1814-1895), Nederlands wereldreiziger, sociaal hervormer en publicist
- José Luis Chilavert (1965), Paraguayaans voetballer
- Erskine Barton Childers (1929-1996), Iers schrijver en VN-functionaris
- Erskine Hamilton Childers (1905-1974), Iers politicus, president van de Republiek Ierland (1973-1974)
- Robert Erskine Childers (1870-1922), Iers schrijver en onafhankelijkheidsstrijder
- Tracey Childs (1963), Brits actrice
- Linden Chiles (1933), Amerikaans acteur
- Pierfrancesco Chili (1964), Italiaans motorcoureur
- Gregg Chillin (1988), Brits (stem)acteur
- Max Chilton (1991), Brits autocoureur
- Tom Chilton (1985), Brits autocoureur
- Ettore Chimeri (1924-1960), Venezolaans autocoureur
- Tendai Chimusasa (1971), Zimbabwaans atleet
- Henk Chin A Sen (1934-1999), Surinaams politicus
- Kama Chinen (1895-2010), oudste erkende levende mens ter wereld
- Luigi Chinetti (1901-1994), Italiaans-Amerikaans autocoureur
- Nick Chinlund (1961), Amerikaans acteur
- Adalbero III van Chiny (overleden in 1158), bisschop van Verdun (1131-1156)
- Franco Chioccioli (1959), Italiaans wielrenner
- Thomas Chippendale (1718-1779), Brits meubelmaker
- Bernadette Chirac (1933), Frans politica en first lady
- Jacques Chirac (1932-2019), Frans premier en president
- Lynn Chircop (1981), Maltees zangeres
- Vera Chirwa (1932), Malawisch advocate, politica en mensenrechtenverdedigster
- Melanie Chisholm (1974), Brits zangeres
- Shirley Chisholm (1924-2005), Amerikaans politicus
- Godfrey Chitalu (1947-1993), Zambiaans voetbalspeler
- Zoerab Chizanisjvili (1981), Georgisch voetballer

## Chl
- Ernst Chladni (1756-1827), Duits natuurkundige
- Iryna Chljoestava (1978), Wit-Russisch atlete
- Anna Chlumsky (1980), Amerikaans actrice

## Chm
- Fanny Chmelar (1985), Duits alpineskiester

## Cho

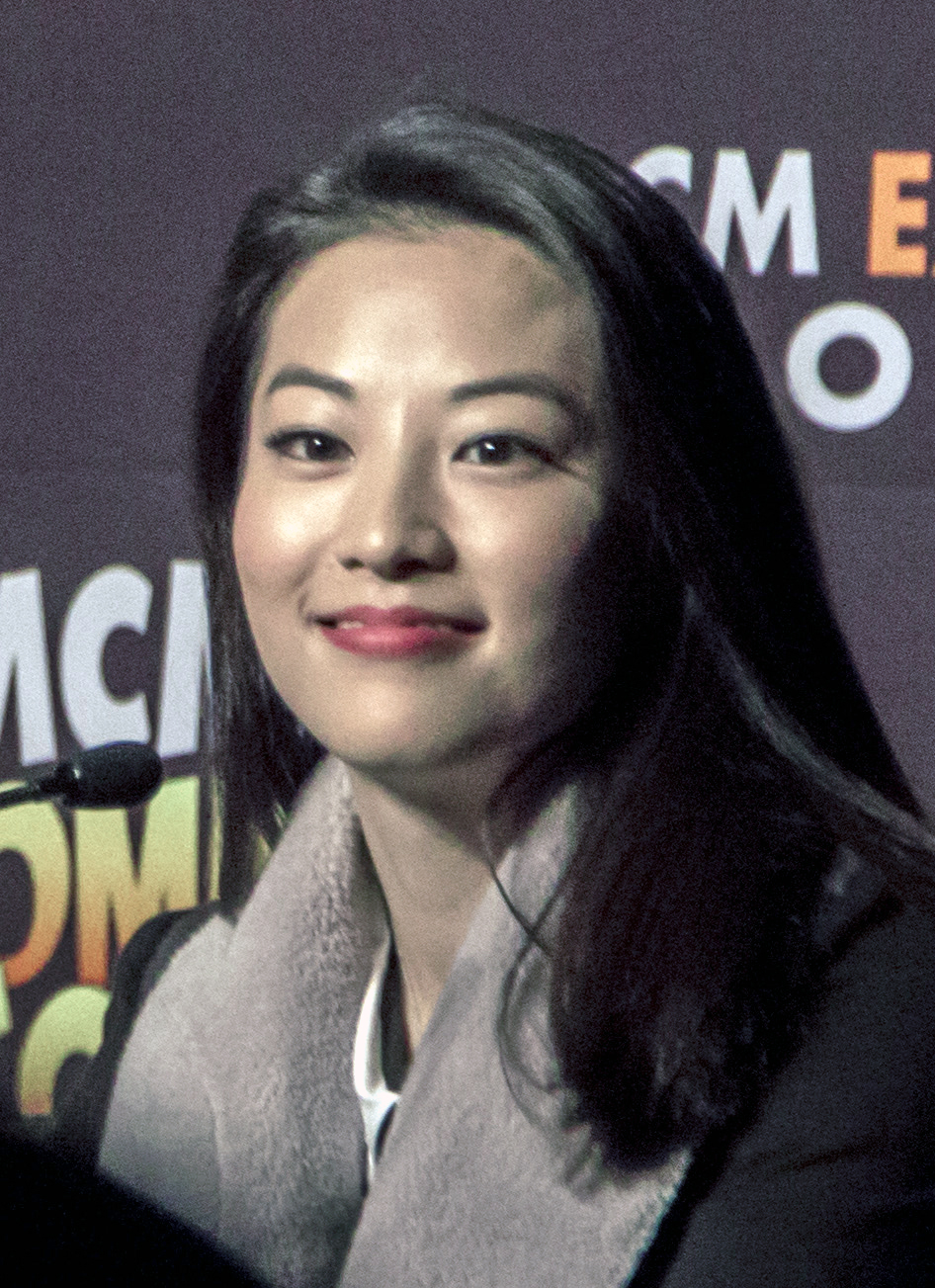
Arden Cho, 2014

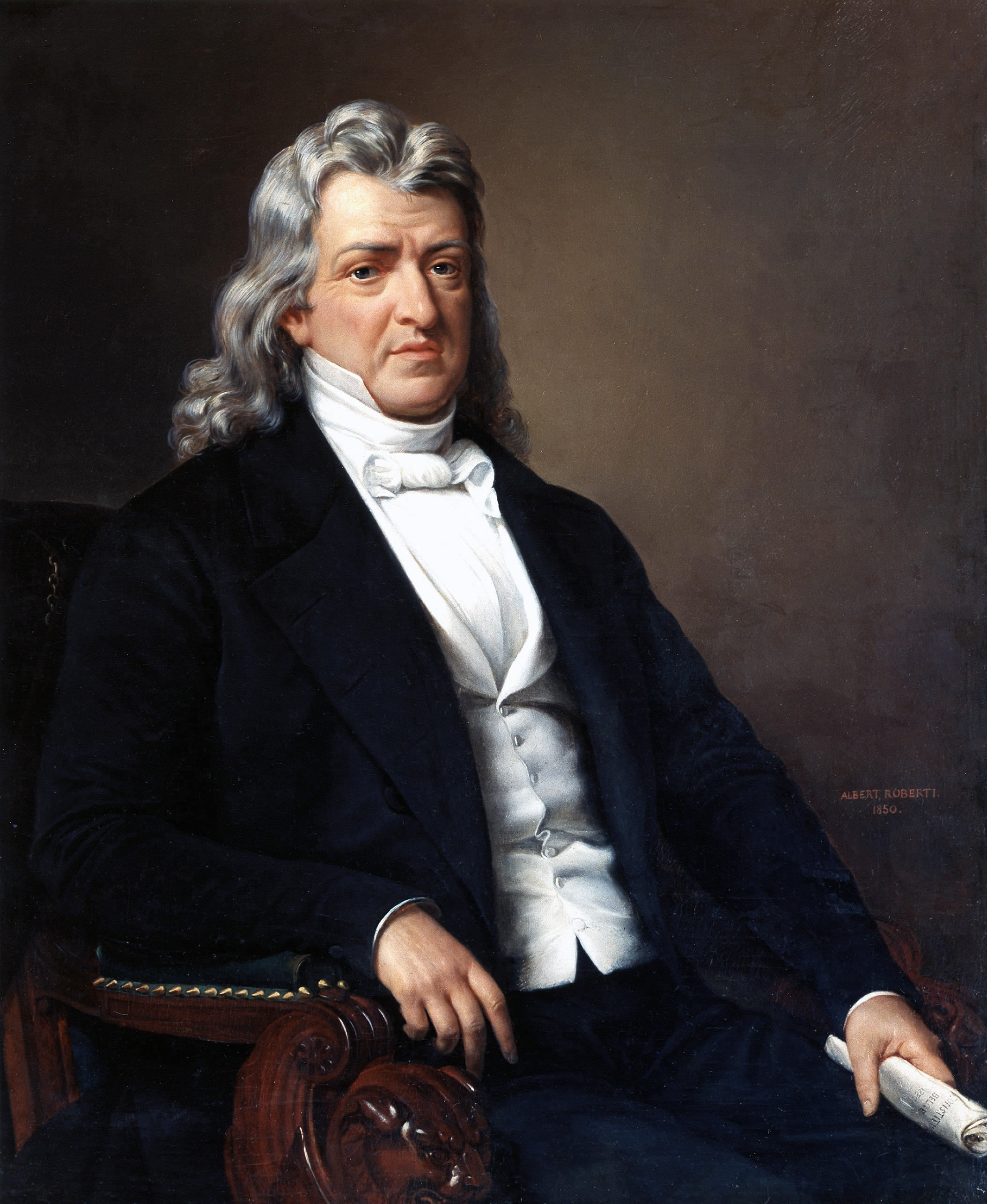
Erasme Surlet de Chokier

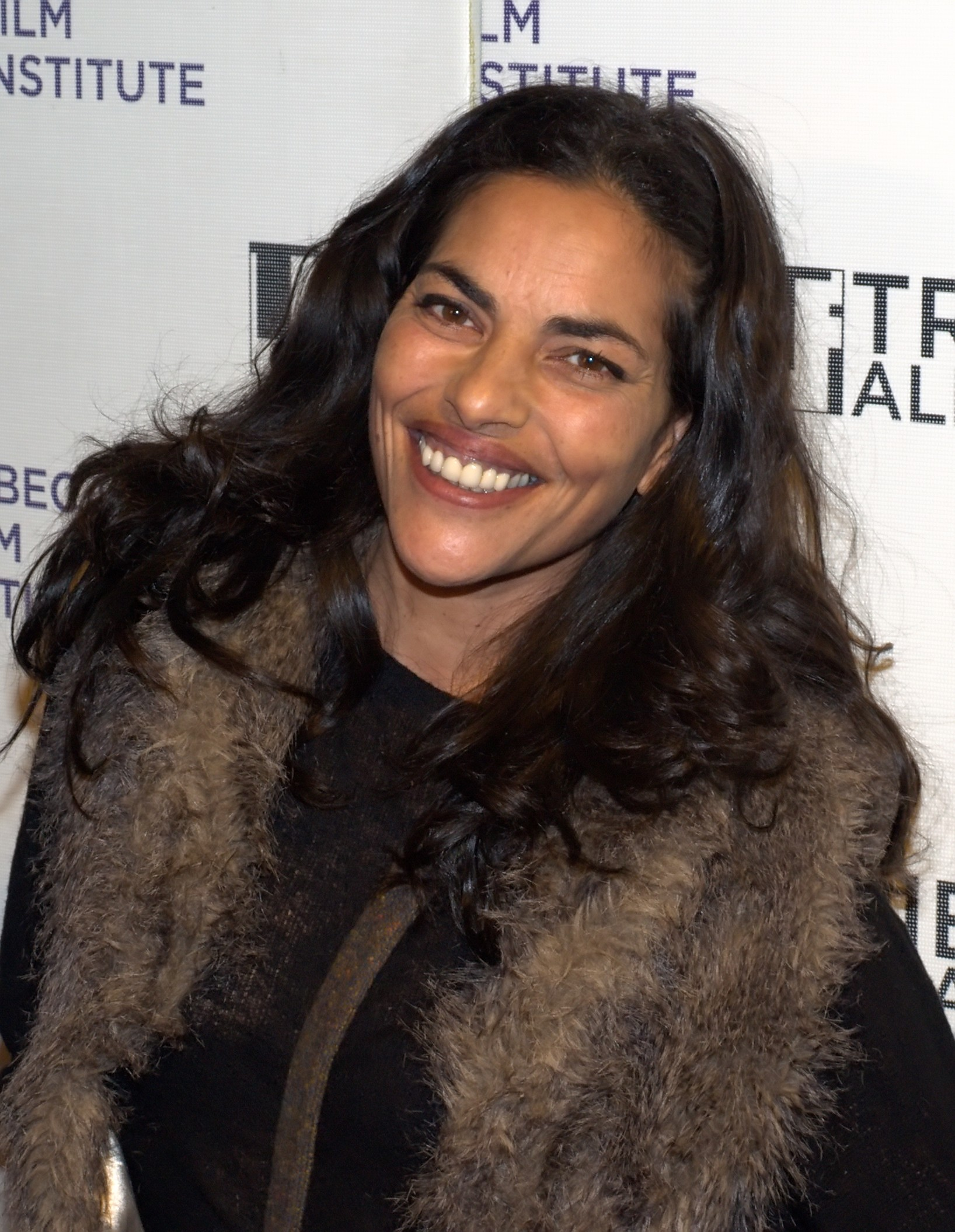
Sarita Choudhury (2010)

- Alfred Yi Cho (1937), Chinees-Amerikaanse elektrotechnicus, uitvinder en optisch ingenieur
- Arden Cho (1985), Amerikaans actrice, zangeres en model
- John Cho (1972), Amerikaans acteur
- Margaret Cho (1968), Amerikaans comédienne en actrice
- Smith Cho, Amerikaans actrice
- Nikolaj Chochlov (1891-1953), Russisch econoom en dichter
- Madison Chock (1992), Amerikaans kunstschaatsster
- Mirosław Chodakowski (1957-2010), aartsbisschop van de Pools-Orthodoxe Kerk en legerbisschop
- Jan Karol Chodkiewicz (ca. 1560-1621), Pools-Litouws militair
- Michail Chodorkovski (1963), Russisch zakenman
- Nino Choertsidze (1975-2018), Georgische schaakster
- Augustine Choge (1987), Keniaans atleet
- Choi Da-bin (2000), Zuid-Koreaans kunstschaatsster
- Heamin Choi (1984), Zuid-Koreaans autocoureur
- Choi Heung-chul (1981), Zuid-Koreaans schansspringer
- Choi Jae-woo (1994), Zuid-Koreaans freestyleskiër
- Choi Kyung-ju, bekend als K. J. Choi, (1970), Zuid-Koreaans golfspeler
- Michael Choi (1968), Hongkongs autocoureur
- Choi Min-ho (1980), Zuid-Koreaans judoka
- Sungbong Choi (1990-2023), Zuid-Koreaans zanger
- Lidia Chojecka (1977), Pools atlete
- Erasme Louis Surlet de Chokier (1769-1839), Belgisch regent
- Vera Cholodnaja (1893-1919), Russisch (Oekraïens) filmactrice
- Dietrich von Choltitz (1894-1966), Duits militair en gouverneur
- Noam Chomsky (1928), Amerikaans taalkundige
- Dimítrios Chondrokoúkis (1988), Grieks-Cypriotisch atleet
- Chloe Chong (2007), Brits-Canadees autocoureur
- Marcus Chong (1967), Amerikaans acteur
- Robbi Chong (1965), Canadees actrice
- Melvin Choo (1970), Singaporees autocoureur
- Frédéric Chopin (1810-1849), Pools componist
- Daniel Chopra (1973), Zweeds golfer
- Deepak Chopra (1947), Indiaas schrijver
- Neeraj Chopra (1997), Indiaas atleet
- Priyanka Chopra (1982), Indiaas actrice en miss
- Jekaterina Chorosjich (1983), Russisch atlete
- Aleksandr Chorosjilov (1984), Russisch alpineskiër
- Gerhard Chorus (1285-1367), burgemeester van Aken
- Jeroen Chorus (1942), Nederlands rechtshistoricus
- Andrej Chotejev (1946-2021), Russisch pianist
- Bela Chotenasjvili (1988), Georgisch schaakster
- Dickson Choto (1981), Zimbabwaans voetballer
- George Chou (1975), Taiwanees autocoureur
- Sarita Choudhury (1966), Engels actrice
- Khalid Choukoud (1986), Nederlands atleet
- Claude Choules (1901-1911), Brits oorlogsveteraan
- Eric Maxim Choupo-Moting (1989), Duits voetballer
- Zdeněk Chovanec (2004), Tsjechisch-Venezolaans autocoureur
- Pierre-Louis Chovet (2002), Frans autocoureur
- Raymond Chow (1927-2018), Chinees filmproducent

## Chr

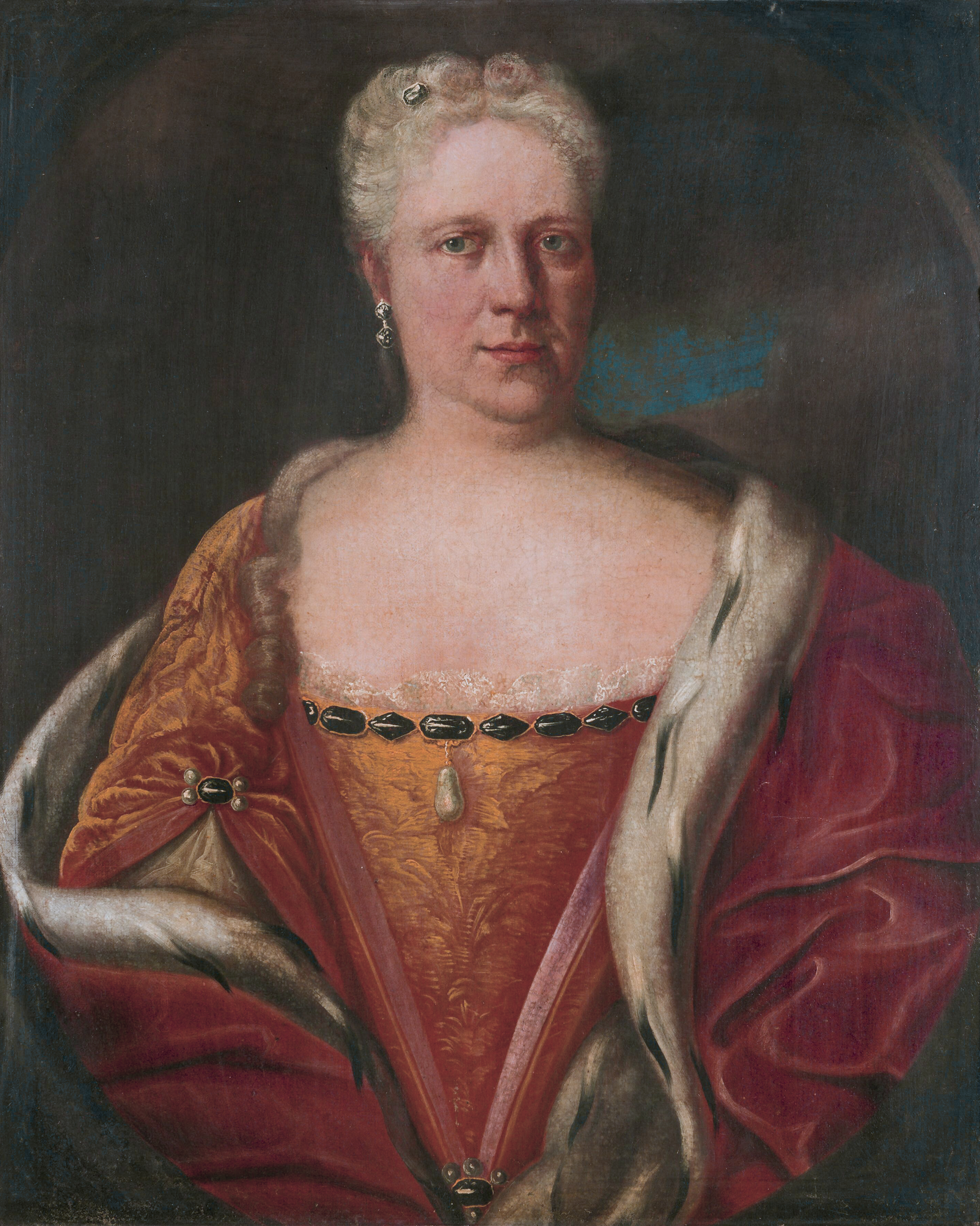
Christiane Charlotte van Nassau-Ottweiler

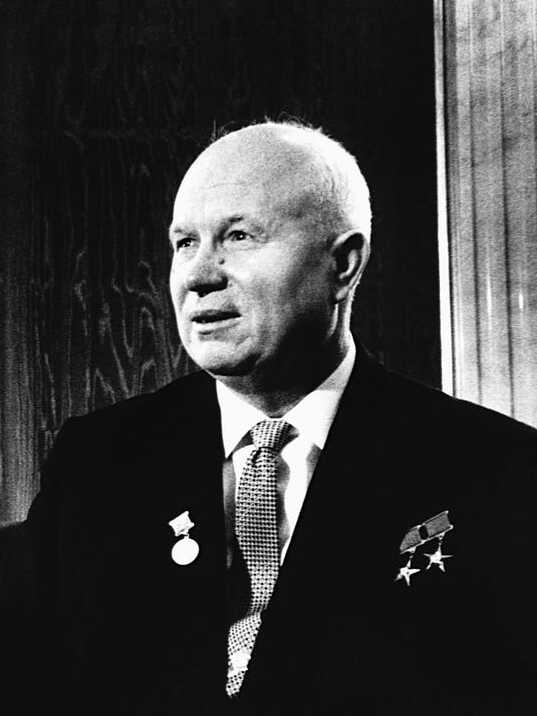
Nikita Chroesjtsjov

- Jean Chrétien (1934), Canadees premier
- Emmanuelle Chriqui (1977), Canadees actrice
- Marilyn Chris (1938), Amerikaans actrice
- Hayden Christensen (1981), Canadees acteur
- Joss Christensen (1991), Amerikaans freestyleskiër
- Michael Christensen (1990), Deens autocoureur
- Christiaan I (1426-1481), koning van Denemarken, Noorwegen en Zweden
- Christiaan V (1646-1699), koning van Denemarken en Noorwegen (1670-1699)
- Christiaan van Nassau-Siegen (1616-1644), Duits militair in Hessische en keizerlijke dienst
- Christiaan van Waldeck-Wildungen (1585-1637), Duits graaf
- Christiaan Lodewijk van Waldeck-Wildungen (1635-1706), graaf van Waldeck-Wildungen (1645-1692), graaf van Waldeck (1692-1706) en graaf van Pyrmont (1692-1706)
- Krijn Christiaansen (1978), Nederlands beeldend kunstenaar en designer
- Frans Christiaenssens (1912-1995), Belgisch syndicalist en politicus
- Christian (1985), Spaans voetballer
- Abraham David Christian (1952), Duits tekenaar en beeldhouwer
- Dennie Christian (1956), Duits schlagerzanger en presentator
- Greg Christian (1966), Amerikaans bassist
- Christiane van Erbach (1596-1646), Duits gravin
- Christiane Charlotte van Nassau-Ottweiler (1685-1761), Duitse gravin
- Eddy Christiani (1918-2016), Nederlands gitarist en zanger, componist en tekstschrijver
- Christian Christiansen (1843-1917), Deens natuurkundige
- Henrik Christiansen (1996), Noors zwemmer
- Ole Kirk Christiansen (1891-1958), Deens timmerman, speelgoedmaker en de oprichter van LEGO
- Thue Christiansen (1940-2022), Groenlands Inuit leraar, kunstenaar, vertaler, krantenredacteur en politicus
- Tiril Sjåstad Christiansen (1995), Noors freestyleskiester
- Vetle Sjåstad Christiansen (1992), Noors biatleet
- Agatha Christie, pseudoniem van Agatha Mary Clarissa Miller, (1890-1976), Brits detectiveschrijfster
- Bob Christie (1924-2009), Amerikaans autocoureur
- Chris Christie (1962), Amerikaans politicus
- James Christie (1730-1803), oprichter van het veilinghuis Christie's
- James David Christie (1952), Amerikaans organist en muziekpedagoog
- John Christie (1899-1953),  Engels seriemoordenaar
- Julie Christie (1941), Brits actrice
- Linford Christie (1960), Brits atleet
- Lou Christie (1943-2025), Amerikaans zanger en songwriter)
- Moss Christie (1902-1978), Australisch zwemmer
- Nils Christie (1928-2015), Noors socioloog en criminoloog
- Perry Christie (1943), Bahamaans politicus
- Samuel Christie (1784-1865), Brits wetenschapper en wiskundige
- Tony Christie (1943), Brits zanger
- Warren Christie (1975), Canadees acteur
- William Christie (1845-1922), Brits astronoom
- Pierre Christin (1938-2024), Frans stripauteur
- Christina der Nederlanden (1947-2019), Nederlands prinses
- Christina I van Zweden (1626-1689), Zweeds koningin
- Christo, pseudoniem van Christo Vladimirov Javacheff, (1935), Bulgaars beeldend kunstenaar
- Pedro de Christo (ca. 1545-1618), Portugees componist
- Christodoulos (1939-2008), Grieks aartsbisschop (hoofd van de Grieks-Orthodoxe Kerk)
- Boris Christoff (1919-1993), Italiaans operazanger (bas) van Bulgaarse afkomst
- Gerty Christoffels (1958-2020), Belgisch presentatrice
- Birte Christoffersen (1924), Deens-Zweeds schoonspringster
- Christoforus, tegenpaus (903-904)
- Christophe, pseudoniem van Daniel Bevilacqua, (1945), Frans zanger van Italiaanse afkomst
- Marcel Christophe (1974), Luxemburgs voetballer
- Justice Christopher (1981-2022), Nigeriaans voetballer
- Thom Christopher (1940), Amerikaans acteur
- Tyler Christopher (1983), Canadees atleet
- Rupert Christopher (1956-2007), Surinaams militair, politicus en diplomaat
- Warren Christopher (1925-2011), Amerikaans diplomaat en Amerikaans minister van Buitenlandse Zaken
- Apostolos Christou (1996), Grieks zwemmer
- Nikita Chroesjtsjov (1894-1971), Oekraïens-Russisch leider van de Sovjet-Unie
- Jelena Chroestaleva (1980), Kazachs biatlete
- Sarah Chronis (1986), Nederlands actrice

## Chu

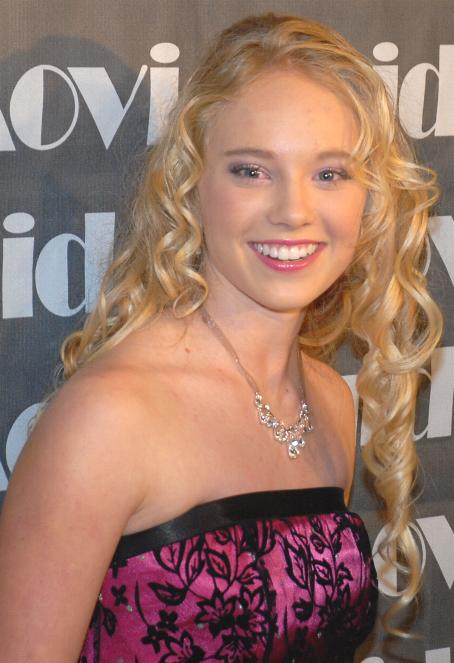
Danielle Chuchran, 2008

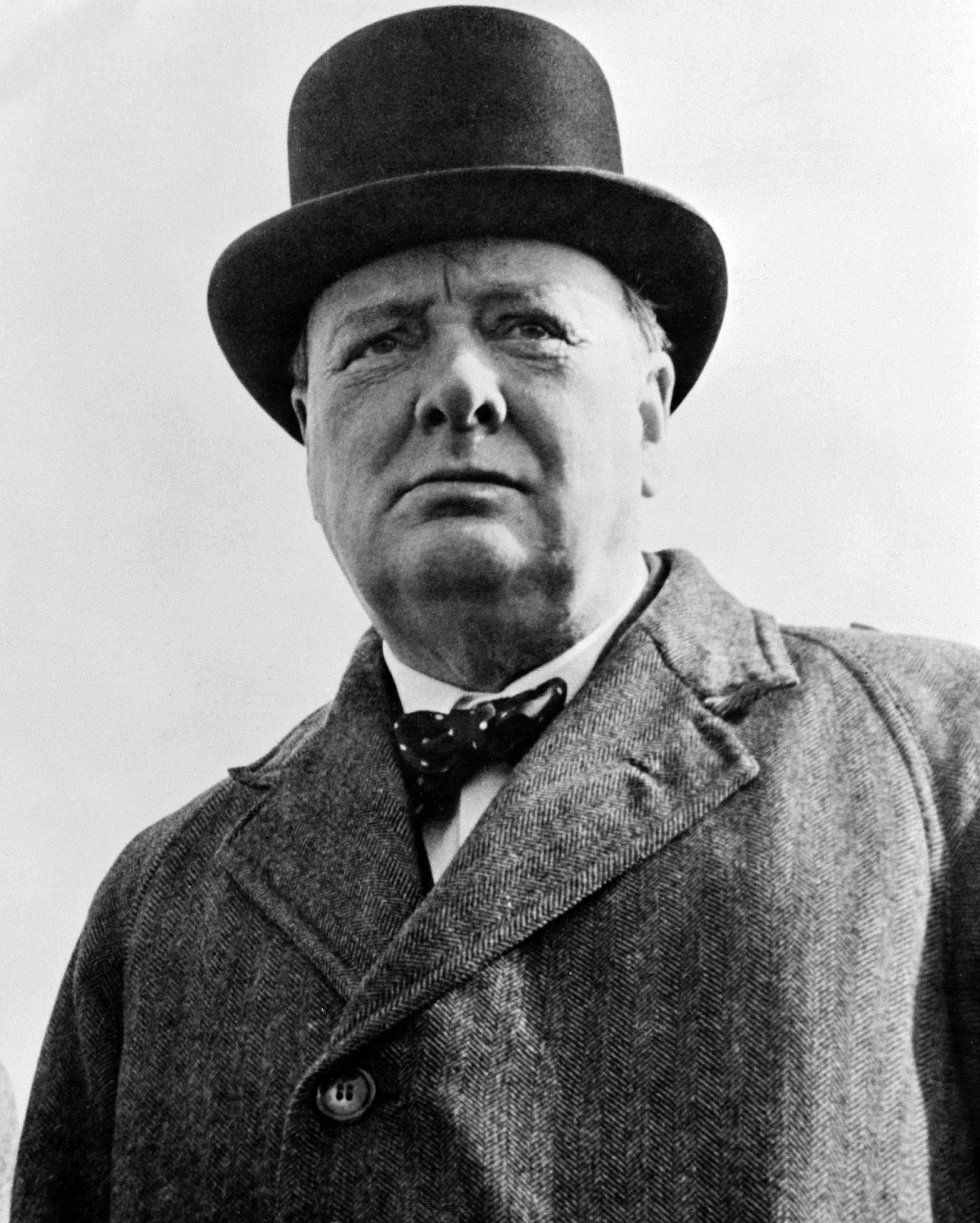
Winston Churchill

- Steven Chu (1948), Amerikaans natuurkundige, Nobelprijswinnaar en minister
- Yang Chuan-kwang (1933-2007), Taiwanees-Chinees atleet
- Chun Doo-hwan (1931-2021), president van Zuid-Korea
- Ralph Chubb (1892-1960), Brits dichter, schrijver en kunstenaar
- Christine Chubbuck (1944-1974), Amerikaans televisiepresentatrice
- Vladimir Chuchelov (1969), Belgisch schaker
- Danielle Chuchran (1993), Amerikaans actrice
- Chuck Billy (1962), Amerikaans metalzanger (indiaan)
- Chüd, pseudoniem van Chad Gray, (1971), Amerikaans zanger
- Kamila Chudzik (1986), Pools atlete
- Surayud Chulanont (1943), Thais generaal en premier
- Dickson Chumba (1986), Keniaans atleet
- Charles Rahi Chun, Amerikaans acteur
- Pavel Churavý (1977), Tsjechisch noordse combinatieskiër
- Ellen Church (1904-1965), Amerikaans stewardess en 's werelds eerste stewardess
- Forrest Church (1948-2009), Amerikaans theoloog en predikant in het Unitaristisch Universalisme
- John Churchill (1650-1722), Brits hertog en veldheer
- Sarah Churchill (1660-1744), Brits hertogin
- Winston Churchill (1874-1965), Brits premier en publicist

## Chv
- Oksana Chvostenko (1977), Oekraïens biatlete

## Chy
- Zygmunt Chychła (1926-2009), Pools bokser
- Věra Chytilová (1929-2014), Tsjechisch filmregisseur